# Regina Volpato
 (mai 2023).
Le contenu est difficilement compréhensible vu les erreurs de traduction, qui sont peut-être dues à l'utilisation d'un logiciel de traduction automatique.
Regina Paula Volpato Rennó, mieux connue comme Regina Volpato (née le 6 mars 1968 à São Paulo), est une présentatrice de télévision et journaliste brésilienne.

## Biographie et carrière
Regina Volpato est diplômée en communication sociale avec une spécialisation en relations publiques à l'École de communication et des arts (ECA) de l'USP en 1989.
En 1990, Regina commence sa carrière à la Fondation Roberto Marinho en tant que journaliste.
En 1998, elle est embauchée par Band en tant que journaliste. En 2001, avec la fondation de la chaîne BandNews,, elle travaille pour la nouvelle station, où elle devient présentatrice du journal télévisé du soir.
En 2004, elle acquiert une notoriété nationale lorsqu'elle est embauchée comme présentatrice de la première phase de Casos de Família (Cas de Famille). En 2009, elle décide de quitter la station pour manifester son désaccord avec la reformulation que subirait l'émission, changeant le ton du débat familial avec l'aide de psychologues, sans hystérie, vers un format jugé plus sensationnaliste par la presse, utilisant l'histoire des familles de manière plus exposée et sans intention de les résoudre (style téléchargement)[incompréhensible].
Le 28 juillet 2011, elle signe un contrat avec RedeTV!, où elle présente Manhã Maior (Plus Grand Matin) aux côtés de Daniela Albuquerque jusqu'en 2012. Entre 2012 et 2013, elle dirige la journalistique Se Liga Brasil, diffusée tous les matins sur la même chaîne.
En 2016, la journaliste crée une chaîne YouTube intitulée Regina Volpato, où elle publie le segment hebdomadaire Prazer, eu sou (Plaisir, je suis), où elle interviewe des personnes authentiques, originales, anticonformistes, pleines d'humour, audacieuses ; qui ont atteint ou se consacrent à la poursuite de l'autonomisation.
En 2017, elle sort son premier livre de chroniques, intitulé Mudar Faz Bem (Le Changement Est Bon),.
En décembre de la même année, elle est embauchée par TV Gazeta pour couvrir les vacances de Catia Fonseca du programme Mulheres à partir du 8 janvier 2018. En février, en raison du passage de Catia à Band et aussi des bons résultats qu'elle a obtenus en charge de l'attraction lors de son intérim contrat, Regina a été officiellement rendue effective en tant que présentatrice titulaire de Mulheres. Lors de l'annonce de son embauche, TV Gazeta a également communiqué que l'attraction subirait des reformulations.

## Vie privée
Elle était mariée et est actuellement célibataire. Elle a une fille nommée Rafaela Volpato,.